# ウロベサ
ウロベサ（スペイン語:UROVESA, URO, Vehículos Especiales, S.A. 英:URO Special Vehicles S.A.）は、スペイン、ガリシア州、ア・コルーニャ県のサンティアゴ・デ・コンポステーラに本拠を置く、軍用車両と貨物自動車を開発製造する自動車メーカー。6つの組立工場を持ち、年間生産台数は5,000台であり、4輪駆動方式の汎用モジュール式の軍用車である「VAMTAC」と「TT URO」トラックの2種類のみ製造を行っている。
スペインの大型自動車メーカーであり、倒産したIPV社の社員によって1981年に創立する。1984年以降、スペイン陸軍の公式な供給元となっており、これまでに合計1,000両以上の軍事車両を納入しており、世界中で5,500台以上が使用されている。
1991年には、アストゥリアス州のカストロポルにフォークリフトとダンプカーを専門に製造する子会社ウロマック（UROMAC）を設立している。

## 画像

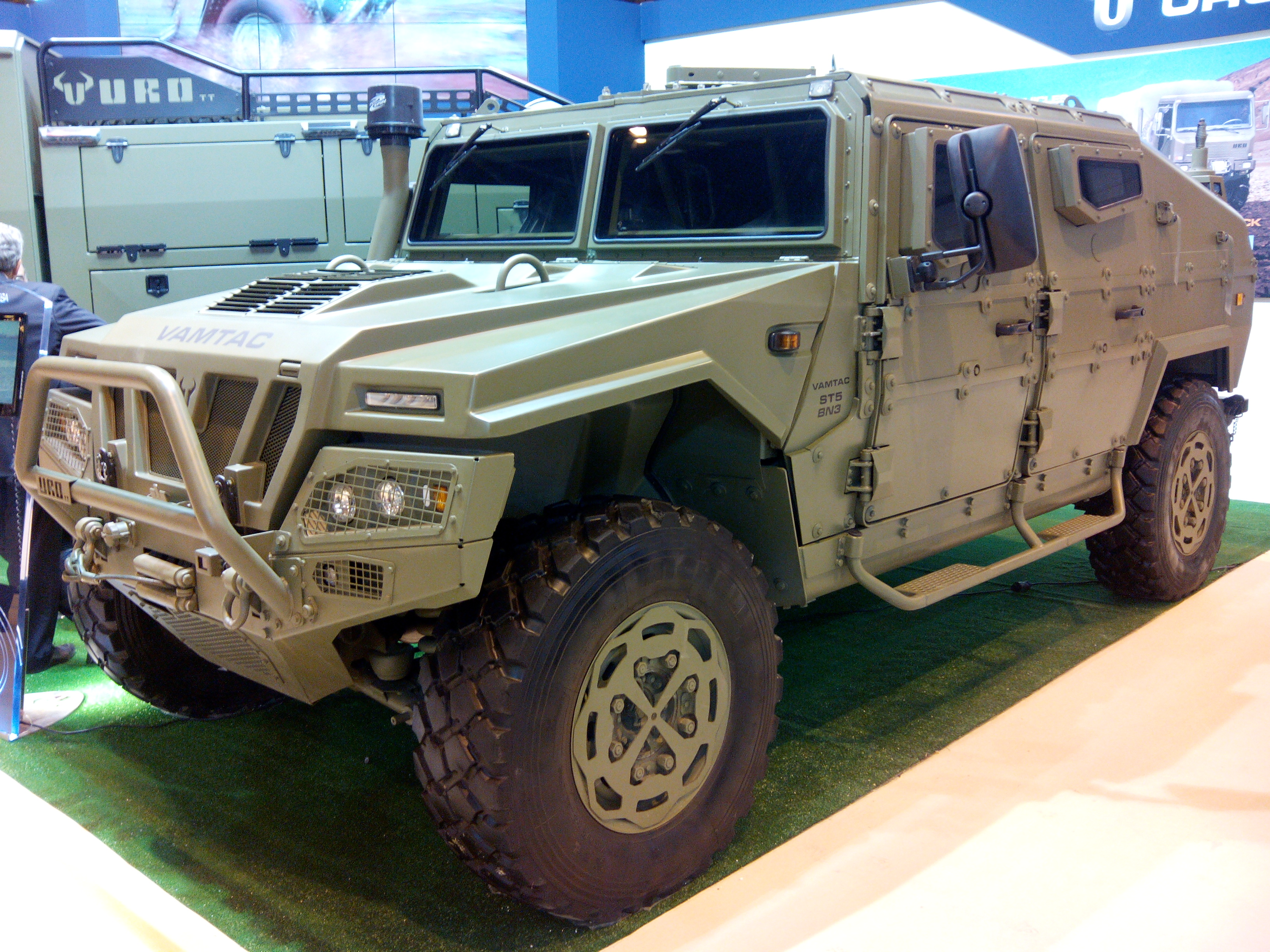
URO VAMTAC（ヴァムタック）
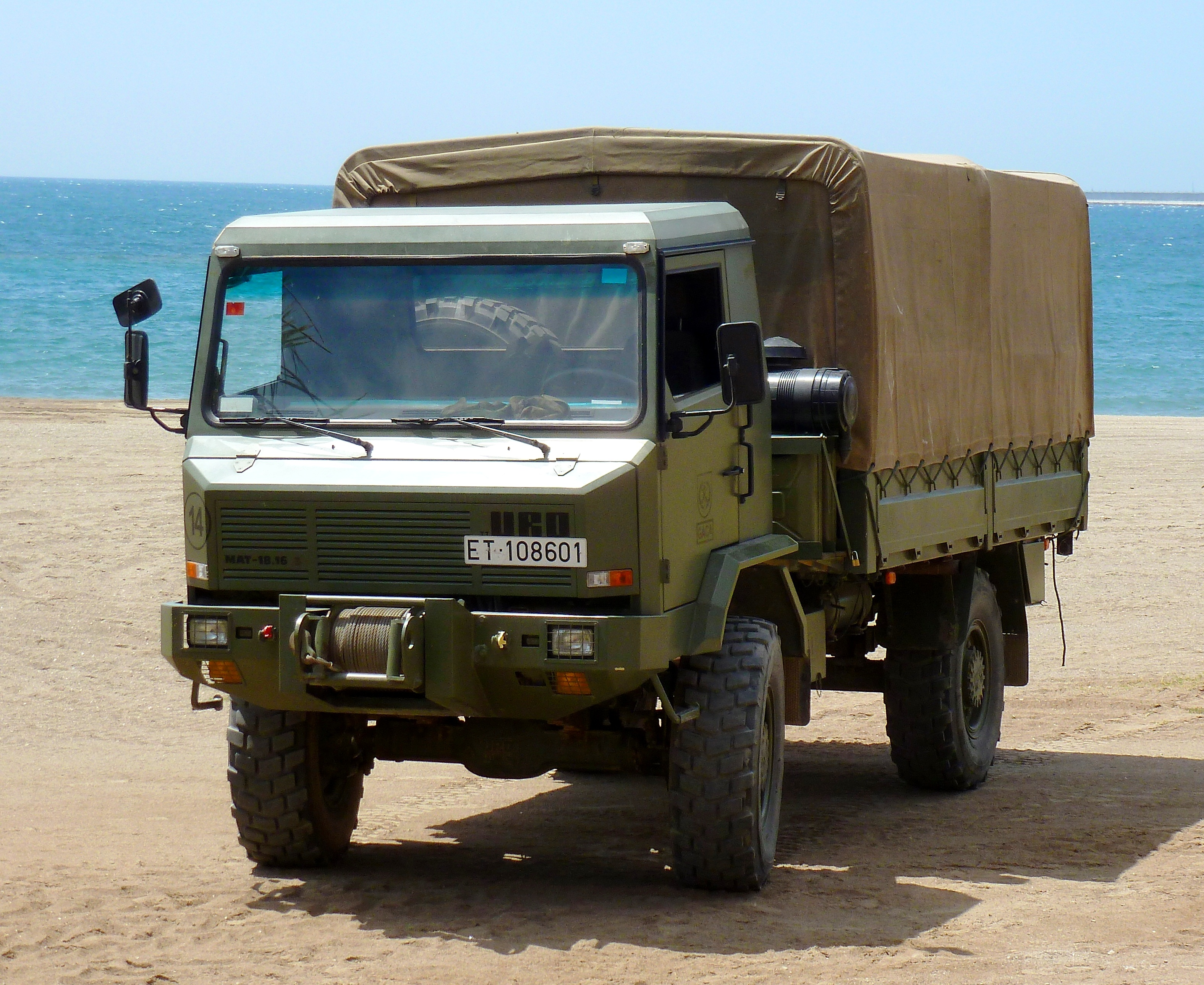
スペイン陸軍で稼働するURO MAT-18.16トラック。
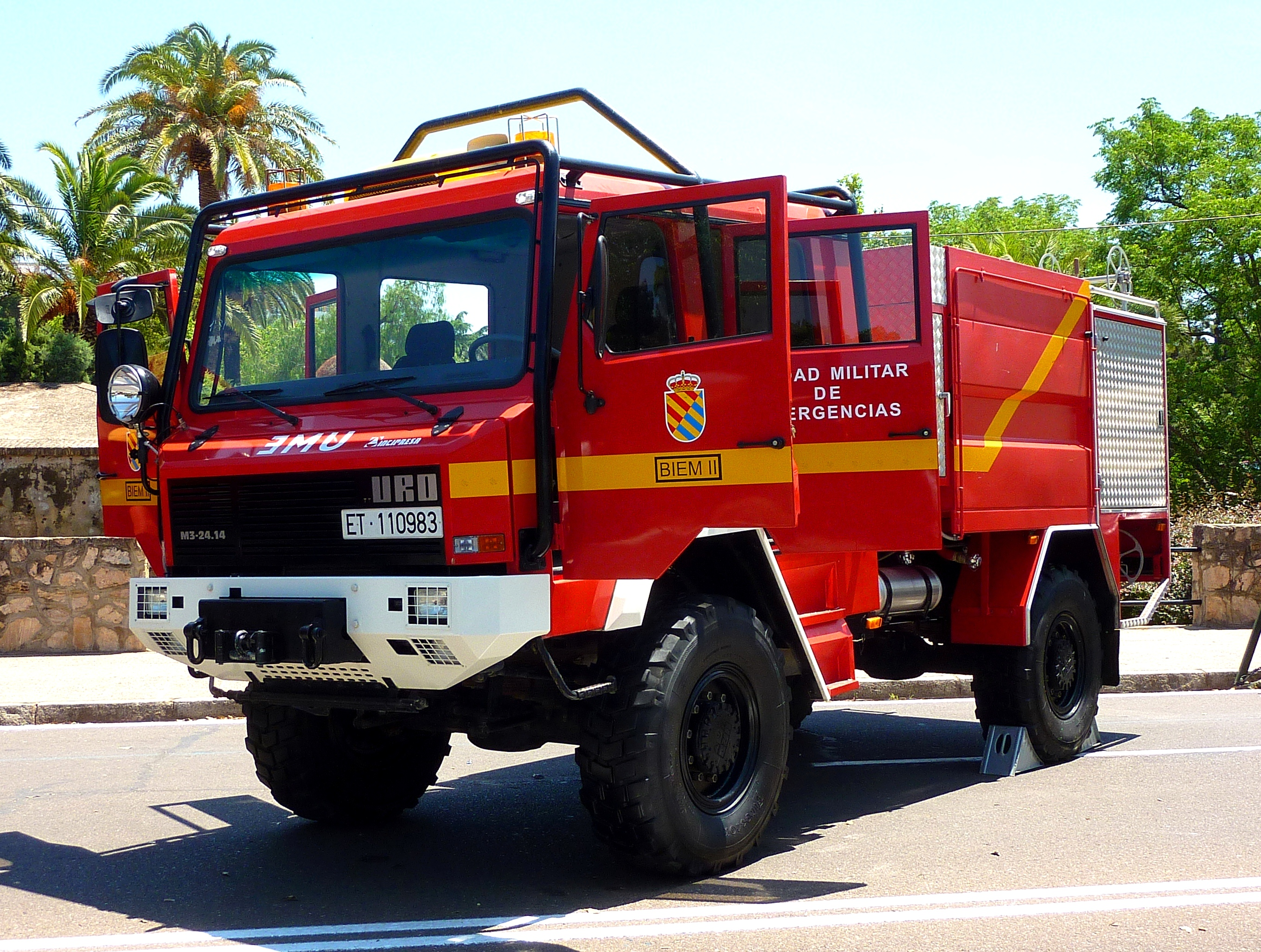
URO M3-24.14トラック。軍所属の災害派遣仕様車